# Tevemas
Tevemas fue un canal de televisión ecuatoriano, situado en la banda UHF, en Quito canal 33  y en Guayaquil canal 26. Se lo conoció por ser  El primer canal educativo de Ecuador.

## Historia
Contaba con una amplia programación para niños y jóvenes y un show dedicado a ellos en el que se conoce más sobre el Ecuador.
Tevemas buscaba que los niños conozcan de una forma entretenida la historia de su país, los valores y la cultura.
Transmitía las 24 horas desde las ciudades de Quito y Guayaquil.
A través de los años Tevemas perdió la teleaudiencia por lo que en el 2011 Global Comunicaciones S.A., negoció con los directivos de la cadena para transmitir la señal del naciente canal Oromar Televisión ubicado en Manta, con el objetivo de extender su señal tanto en Guayaquil y Quito.
En Guayaquil y Quito los diales en VHF y UHF están completamente llenos y no da espacio para otra señal televisiva, además que estas ciudades concentran la mayor cantidad de población del país.
Es así que al principio Tevemas retransmitía algunos programas de Oromar TV, y paulatinamente en el transcurso del año 2011, Tevemas desaparece completamente de nuestras pantallas para dar paso al canal mantenerse.
Su sucesor es Oromar Televisión, quien actualmente ocupa su señal. Desde 2013, lo reemplaza el canal  educativo, Educa en la actualidad.